# The Comfort Zone (sång)
The Comfort Zone är en låt framförd av den amerikanska sångaren Vanessa Williams, från hennes andra studioalbum med samma namn (1991). Låten skrevs av Williams tidigare samarbetspartner Kipper Jones i ett samarbete med Reggie Stewart och producerades av Jones och Gerry Brown. Wing Records gav ut "The Comfort Zone" som albumets andra musiksingel den 29 oktober 1991 genom att göra den tillgänglig kommersiellt på CD, 12" vinyl och kassettband. Den skickades till R&B-radio (urban contemporary) den 25 oktober medan popradio (contemporary hit radio) fick låten den 15 november.
"The Comfort Zone" är en R&B-komposition som innefattar influenser av jazz. Den utgår från ett medelsnabbt tempo och är sammansatt med flera instrument, däribland keyboardar, elbas, gitarr och slagverk. Den innehåller ett flöjtsolo av Hubert Laws och röstsamplingar från ett liveuppträdande av Run-DMC. Inspirationen bakom låttexten kom från samtal med Williams där hon beskrev för Jones hur hon kände sig glad och befann sig i en positiv fas i livet. Texten avhandlar sex utan att gå in på detaljer och hur hon bjuder in sin manliga partner till avslappning och trygghet i hans bekvämlighetszon.
"The Comfort Zone" mottog positiv respons från musikjournalister efter utgivningen, vilka lyfte fram Williams passionerade sånginsats och musiken, vilket sammantaget skapat en romantisk och sexig komposition. Låten blev en hit på den amerikanska R&B-marknaden. Billboard rankade låten på andraplatsen på singellistan Hot R&B Singles medan den intog förstaplatsen på Top Urban Contemporary sammansatt av Gavin Report. "The Comfort Zone" gav Williams hennes sjunde Grammy Award-nominering när den nominerades i kategorin Best Female R&B Vocal Performance år 1992. Musikvideon till låten regisserades av Ralph Ziman som tidigare jobbat med Williams på videon till singeln "Running Back to You".

## Bakgrund och inspelning

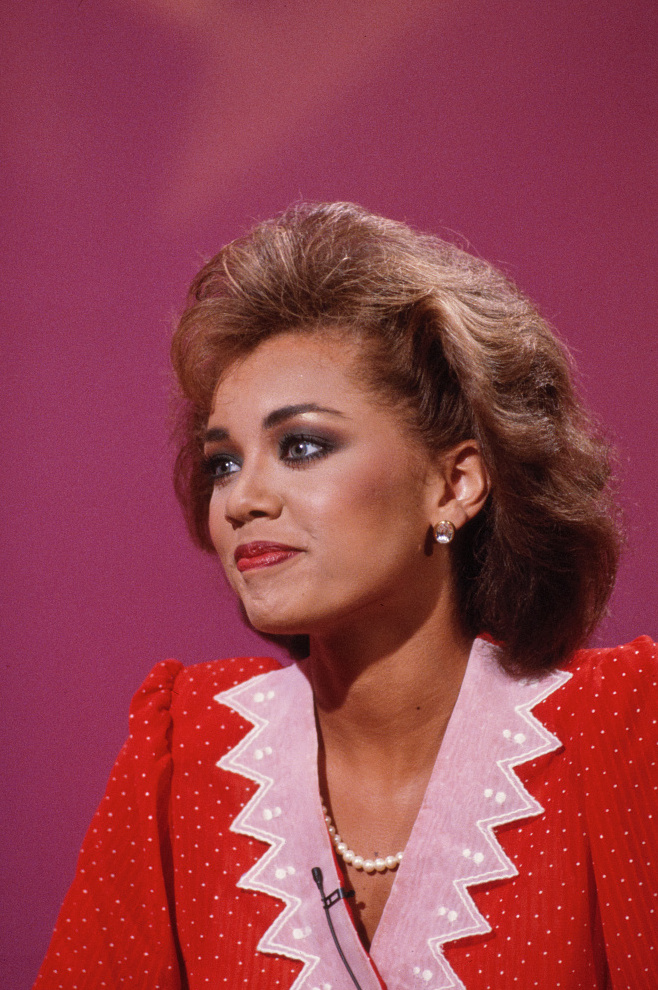
Williams (på bilden) påbörjade arbetet på ny musik år 1989, vilket bland annat gav "The Comfort Zone".

Under år 1989 påbörjade Williams arbetet på en uppföljare till det guldsäljande debutalbumet The Right Stuff (1988) som genererade fyra musiksinglar som nådde topp-tio på den amerikanska R&B-topplistan. Skivbolagschefen Ed Eckstine, som hade befordrats till verkställande direktör för Mercury Records, fortsatte som chefsproducent och tillsammans med Williams valde de ut material till hennes andra studioalbum The Comfort Zone med större noggrannhet än tidigare. Eckstine kontaktade musikproducenten och låtskrivaren Kipper Jones som skapat Williams debutsingel "The Right Stuff" (1988) för att samarbeta med henne igen på ny musik. Jones berättade i en intervju: "[...] eftersom 'The Right Stuff' var en sådan stor framgång och hennes debutalbum gjorde riktigt bra ifrån sig så ringde han upp mig och sa 'Hej, vi borde jobba ihop på en andra låt. Vi bokar in ett möte med Vanessa och hör hur hon känner." Jones besökte Williams under inspelningen av den amerikanska långfilmen Another You (1991) som hon skådespelade i tillsammans med Richard Pryor och Gene Wilder. Jones samtalade med Williams och frågade henne om livet och hur hon kände sig varpå Williams sade: "Jag mår väldigt bra [...] allt i mitt liv är väldigt bra just nu. Jag är på en riktigt bekväm plats." Konversationen med Williams blev Jones inspiration inför skapandet av låttexten till "The Comfort Zone". I en intervju sade han: 

"Det har blivit kännetecknet för mitt låtskrivande. Jag vill prata med dig först om jag skriver texter till dig. Jag vill sätta mig ner och utforska ditt sinne och lära mig hur du uttrycker dig. Jag vill veta vad som pågår för dig just nu, hur du mår. Vad känner du passion för just nu? Allt sådant är viktigt för jag vill kunna skriva med utgångspunkten att du som ska framföra låten känner dig bekväm och kan leverera rätt budskap."

Efter mötet med Williams begav sig Jones tillbaka till inspelningsstudion där han jobbade tillsammans med den yngre kollegan Reggie Stewart. Duon skrev texten till "The Comfort Zone" samma kväll och jobbade samtidigt på musiken tillsammans med Gerry Brown. Inspirationen i studion var vad Jones beskrev som "euro-soul" och musik utgiven av den brittiska sångaren Omar Lye-Fook, en artist som Williams tipsat honom om. Brown kom på iden med att inkludera ett flöjtsolo i låten varpå han ringde upp Hubert Laws som han var ytligt bekant med. Laws uttryckte att han gärna ville bidra till låten och besökte inspelningsstudion. Under skapandet bidrog Thomas Boje med elbas, Wah Wah Watson med gitarr, Eric Kupper spelade keyboardar och slagverk tillsammans med Randy Stern medan Terry Burrus spelade piano och stränginstrument. Låtens mastering sköttes av Herb Powers Jr. medan John Poppo arbetade som ljudtekniker. Efter att ha färdigställt en demo och spelat den för Williams gick hon med på att spela in låten.

## Komposition

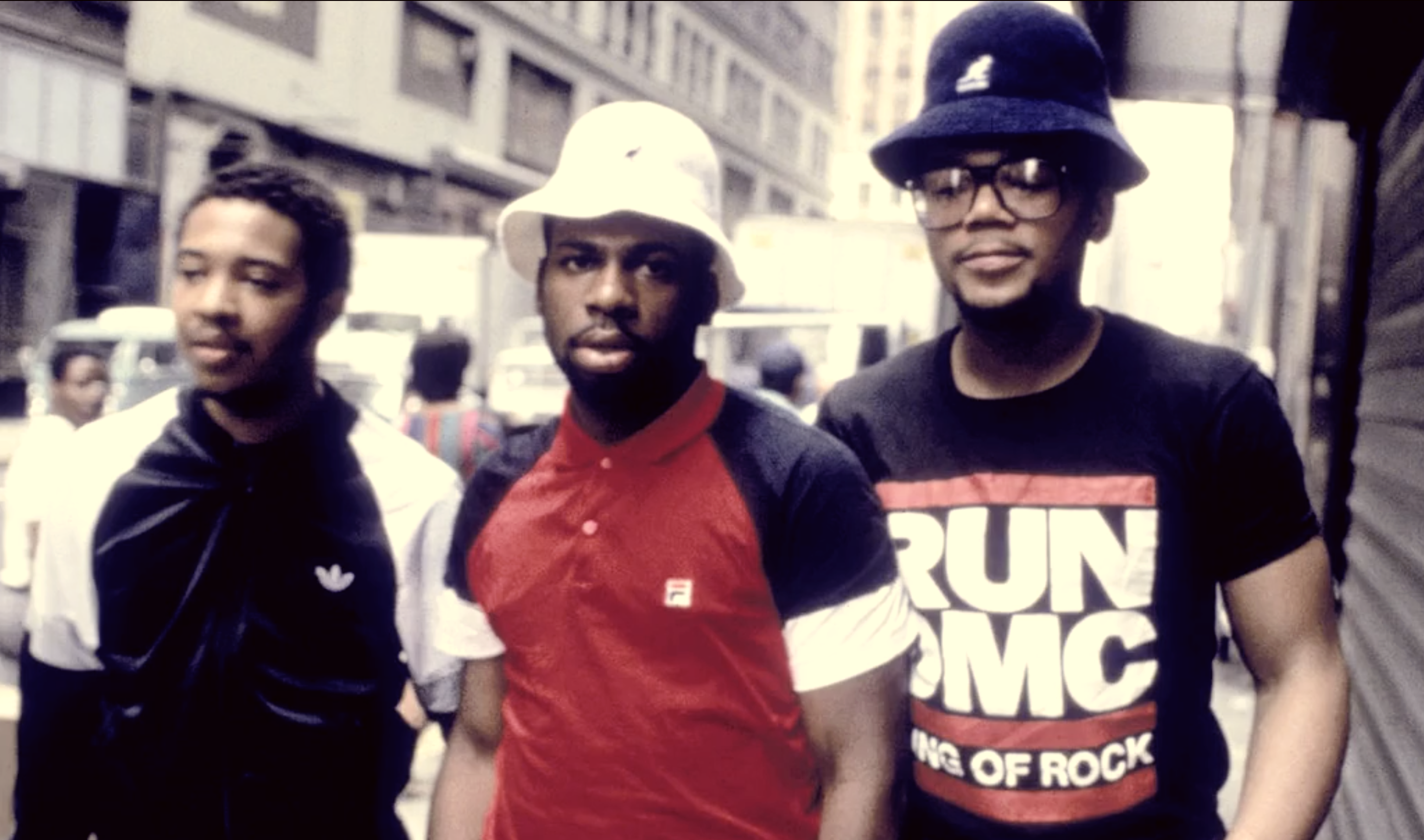
"The Comfort Zone" innehåller flera samplingar däribland från ett liveuppträdande med musikgruppen Run-DMC (på bilden).

Originalversionen av "The Comfort Zone" har en speltid på tre minuter och femtionio sekunder (3:59). Den har ett medelsnabbt tempo och utgår från 105 taktslag per minut. Den är skriven i tonarten e-moll. "The Comfort Zone" rör sig inom ramarna för R&B vars komposition även innefattar jazzinfluenser. Jones beskrev själv att låtens beats inspirerades av musikduon Soul II Soul då de var "riktigt heta" vid tidpunkten. "The Comfort Zone" inleds med ljudet av någon som söker rätt radiostation genom att vrida på en kanalväljare. På en station hörs en kort sekvens från Marvin Gayes version av "I Heard It Through the Grapevine" (1968). På en annan hörs en kvinna prata franska och säga "Bienvenue dans la zone de confort". En röstsampling från en man bryter in som säger "Hey, check this out". Den franska kvinnan var en språklärare och vän till Jones. Under ett telefonsamtal bad han henne säga "Välkommen till trygghetszonen" på franska och inkluderade inspelningen av hennes röst i låten. Den manliga röstsamplingen som upprepar "check this out" och "oh yeah" under låtens gång var från en livespelning av musikgruppen Run-DMC när dom framförde "Here We Go" (1994).
Michele Johnson från Classic Rock History noterade att låten har ett 1990-tals groove där keyboardar och flöjt är i framkant samtidigt som trumslagen bidrar till rytmiken. Johnson beskrev musiken som "sexig och romantisk" medan en annan musikjournalist ansåg att den förmedlar "feelgoodkänslor". Den brittiska webbplatsen On This Day in Pop ansåg att kompositionen badade i "eldig passion, finpolerade pianohouse-ackord och en förförisk refräng tillräckligt het för att smälta en glass."

## Tema och textanalys
Texten i "The Comfort Zone" avhandlar sex men går inte in detaljerat utan använder sig istället av antydningar. Williams bjuder in sin manliga partner till avslappning och trygghet i hans bekvämlighetszon. Den inleds med textversen: "Where do you go when there's a need to be loved like you need to be loved? I'll let you know just what to do and where to go". Musikjournalisten Carl Wiser ansåg att textens innebörd var intressant då det vanligtvis talas det om att "ta sig ur" sin bekvämlighetszon istället för att stanna i den. Om detta kommenterade Jones vid en tillbakablick från år 2022:

"Även om jag skriver åt en annan artist så är det ändå mycket av mig själv i texten. Vid den här tidpunkten i livet längtade jag efter något lugnande och familjärt. Något tryggt. Det var min impuls. Min avsikt var att gå mot något säkert. Nu är vi i ett nytt millennium och vi har lärt oss att om vi stannar kvar i vår bekvämlighetszon kommer vi aldrig få ut det vi vill av livet. Men detta var en annan tid och det var okej att vara i en bekväm och familjär plats. Det är en plats som jag tror många av oss fortfarande strävar att hitta. Man måste inte alltid tvinga sig ur sin bekvämlighetszon. Ibland behöver man hitta tillbaka till den och känna tröst."

Johnson noterade att "The Comfort Zone" passade Williams sångröst som mezzosopran och att hon tillämpade ett "passionerat, varmt och änglalikt" sånguttryck. Johnson konstaterade: "Hennes ton matchar den mjuka musiken perfekt. Hon behöver inte skrika för att höras. Hon sjunger passionerat. Hon sjunger en låt om sex, men hon låter inte vulgär. Hon förefaller ha klass och är samtidigt sexig." Mark Chappelle från Albumism skrev att Williams och Jones tillsammans skapat en "tabubelagd fantasi" som är väldigt ingående fram tills Williams slutar vara detaljrik vid versen: "No one ever has to know what turns you on".

## Utgivning och marknadsföring
Vid färdigställandet av The Comfort Zone ville Williams ge ut titelspåret som albumets huvudsingel, något som hennes skivbolag motsatte sig då de ville återintroducera Williams på musikmarknaden med en upptempolåt med "sommarkänsla" som skulle vara mer "popradiovänlig". Valet föll istället på danspopkompositionen "Running Back to You". I en intervju med Billboard sade Williams: "Den andra singeln kommer att bli '[The] Comfort Zone', den som jag egentligen hade sett som första singeln. Men 'Running Back [to You]' är väldigt popradiovänlig medan 'Comfort Zone' är mer R&B så dom [Wing] tyckte att vi skulle satsa på pop först som grund för att utnyttja min mångsidighet". "Running Back to You" blev en hit för Williams som nådde topp-tjugo på poplistan Billboard Hot 100 och förstaplatsen på R&B-listan. Albumet The Comfort Zone släpptes i augusti i USA och mottog positiv respons av musikjournalister och Chicago Tribune ansåg att Williams kunde "sjunga cirklar runt sina konkurrenter".
"The Comfort Zone" skickades till amerikansk R&B-radio (urban contemporary) den 25 oktober 1991 och till popradio (contemporary hit radio) den 15 november. Fysiska exemplar av singeln släpptes till skivaffärer den 29 oktober och gjordes tillgängliga på formaten CD-Maxi, "12 vinyl samt kassett. Två remixversioner skapades av låten som inkluderades på de fysiska utgåvorna. Phase 5 skapade "Vanessa's Vibe Mix" och "Comfortable Percapella It's A Late Nite Thing!" där den förstnämnda remixen gästades av den amerikanska rapparen J-Sun. Frankie Knuckles skapade "Frankie's Comfortable Mix". Musikvideon till låten regisserades av Ralph Ziman som även skapade videon för "Running Back to You". Den hade premiär den 7 december.

## Mottagande

### Kritikers respons

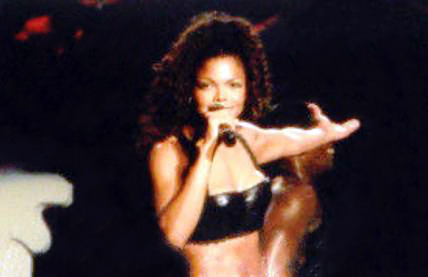
En musikjournalist beskrev "The Comfort Zone" som en föregångare till "That's the Way Love Goes" (1993) framförd av Janet Jackson (på bilden).

Alex Henderson från Allmusic var positiv till låten i sin recension av albumet The Comfort Zone och skrev: "Williams är som bäst på det sexiga, fängslande titelspåret". Han lyfte fram den som en av höjdpunkterna på albumet tillsammans med "Work to Do" och "Running Back to You". John Martinucci från Gavin Report var positiv till låten som han beskrev som en "sensuell midtempokomposition". Han fortsatte: "Denna flöjtfyllda groove är lugn och saktar ner tempot efter Ms. Williams förra utgivning. Vanessas inbjudande sång och tillbakalutade musikarrangemang kommer att tillfredsställa de som söker skydd i hennes 'trygghetszon'. Försök inte ens att justera kanalväljaren – låt henne göra det!"Vid en tillbakablick år 2016 beskrev den brittiska webbplatsen On This Day in Pop låten som en föregångare till Janet Jacksons "That's the Way Love Goes" (1993) och ansåg att Williams låt borde blivit en minst lika stor hit på amerikansk popradio. År 2021 rankade Classic Rock History låten på åttondeplatsen över Williams tio bästa låtar i karriären. Samma år recenserade Mark Chappelle från Albumism albumet och beskrev Laws flöjtsolo som "förstklassigt" och att det bidrog till låtens sensualism.

### Utmärkelser
Vid den 35:e Grammy Awards-ceremonin år 1993 var Williams nominerad i kategorin Best Female R&B Vocal Performance tillsammans med Chaka Khan, Shanice, Whitney Houston och Oleta Adams. Williams förlorade utmärkelsen till Khan och hennes "The Woman I Am" (1991).
| År   | Ceremoni      | Kategori                          | Mottagare          | Resultat  |
| ---- | ------------- | --------------------------------- | ------------------ | --------- |
| 1993 | Grammy Awards | Best Female R&B Vocal Performance | "The Comfort Zone" | Nominerad |

## Kommersiell respons
På amerikanska poplistan Billboard Hot 100 noterades "The Comfort Zone" för första gången den 30 november 1991 på plats 86. Tre veckor senare hade låten klättrat till plats 70. Den nådde som bäst plats 62 på listan den 18 januari 1992. Låten hade större framgång på R&B-marknaden. På singellistan Hot R&B Singles noterades den första gången den 2 november 1991. Den nådde andraplatsen på listan den 4 januari 1992 och blev hennes femte topp-tio-singel i karriären. Den toppade även "Sales"-kolumnen och nådde tredjeplatsen i "Airplay" kolumnen i Hot R&B Singles Sales & Airplay den 4 januari 1992. "The Comfort Zone" hade även framgång på danslistorna i USA. Den nådde som bäst plats 25 på Hot Dance Club Play. Låten gick in på plats 41 på topplistan 12-Inch Singles Sales den 7 december och tilldelades veckans "Hot Shot Debut"-titel. Följande vecka klättrade låten från plats 41 till plats 23 och fick då veckans "Power Pick"-titel. Den toppade listan den 25 januari 1992.
Enligt amerikanska musikpublikationer som enbart mätte radiospelningar var låten en framgång i kategorin R&B/Urban. I Gavin Report, i kategorin "Urban" den 25 oktober, var Williams den mest tillagda ("Most Added") nya artisten tillsammans med Shanice och hennes "I Love Your Smile" (1991). "The Comfort Zone" gick in på plats 39 på topplistan Urban Contemporary följande vecka och nådde topp-trettio den 8 november. Den nådde topp-tio den 29 november och klättrade till tredjeplatsen den 6 december. Låten toppade slutligen listan den 13 november. Även i R&R Magazine blev "The Comfort Zone" en av veckans mest populära nya singlar den 25 oktober. Följande vecka var Williams den fjärde mest tillagda artisten efter Lisa Stansfield, Prince och Luther Vandross. Den 1 november gick den in på plats 33 på radiotopplistan Urban Contemporary. Den nådde topp-tjugo den 22 november och topp-tio den 29 november. "The Comfort Zone" nådde andraplatsen på listan den 20 december vilket blev dess topposition. Williams blockerades från förstaplatsen av Shanice.

## Format och låtlistor
Enligt Discogs finns det 10 utgivningar av "The Comfort Zone". Nedan listas ett urval som ej är identiska.
| 1. | "The Comfort Zone" (Radio Remix - Flute Solo)                       | 4:21 |
| 2. | "The Comfort Zone" (Radio Remix - Vanessa Rap)                      | 4:21 |
| 3. | "The Comfort Zone" (Slammin' Radio Mix)                             | 3:45 |
| 4. | "The Comfort Zone" (Vanessa's Vibe Mix)                             | 7:33 |
| 5. | "The Comfort Zone" (Comfortable Percapella It's A Late Nite Thing!) | 5:29 |

| 1. | "The Comfort Zone" (Vanessa's Vibe Mix)                             | 7:33 |
| 2. | "The Comfort Zone" (Comfortable Percapella It's A Late Nite Thing!) | 5:29 |
| 3. | "The Comfort Zone" (Frankie's Comfortable Mix)                      | 6:35 |
| 4. | "The Comfort Zone" (Frankie's Comfortable Dub)                      | 6:46 |

## Medverkande
Information hämtad från Discogs.
- Ed Eckstine – chefsproducent
- Vanessa Williams – sång, bakgrundssång
- Gerry Brown – producent, remix
- Kipper Jones – producent, låttext
- Thomas Boje – elbas
- John Poppo – ljudteknik
- Wah Wah Watson – gitarr
- Eric Kupper – keyboards, slagverk
- Randy Stern – keyboards
- Terry Burrus – piano, stränginstrument
- Herb Powers Jr. – mastering
- Phase 5 – remix
- J-Sun – rap
- David Lau – singelomslag
- Chris Thompson – art direction

## Topplistor
| Lista (1991-1992)                         | Topplacering |
| ----------------------------------------- | ------------ |
| USA Billboard Hot 100                     | 62           |
| USA Hot Dance Club Songs (Billboard)      | 25           |
| USA Dance Singles Sales (Billboard)       | 1            |
| USA Hot R&B Singles (Billboard)           | 2            |
| USA Top Urban Contemporary (Gavin Report) | 1            |
| USA Urban Contemporary (Radio & Records)  | 2            |

| Lista (1991)                                  | Topplacering |
| --------------------------------------------- | ------------ |
| USA Top 100 Urban Contemporary (Gavin Report) | 79           |

| Lista (1992)                                  | Topplacering |
| --------------------------------------------- | ------------ |
| USA Hot R&B Singles (Billboard)               | 59           |
| USA Top 100 Urban Contemporary (Gavin Report) | 100          |

## Utgivningshistorik
| Land | Datum            | Utgåva                           | Format                         | Skivbolag    | Ref.                |
| ---- | ---------------- | -------------------------------- | ------------------------------ | ------------ | ------------------- |
| USA  | 25 oktober 1991  | Originalversion                  | Radio (urban contemporary)     | Wing Mercury | [ 13 ]              |
| USA  | 29 oktober 1991  | Originalversion remixversion(er) | CD 12" vinyl kassett           | Wing Mercury | [ 3 ] [ 15 ] [ 16 ] |
| USA  | 15 november 1991 | Originalversion                  | Radio (contemporary hit radio) | Wing Mercury | [ 14 ]              |